# Portada/efemèride agost 31
Francesc de Paula de Fossà
« 30 d'agost · 31 d'agost · 1 de setembre »